# 凤凰村站
凤凰村站是一个北同蒲线上的铁路车站，位于山西省宁武县凤凰村，建于1936年，目前为四等站，邮政编码为036000。目前客运：办理旅客乘降；不办理行李、包裹托运；货运：仅办理整车路用货物发到。